# Krakowskie Przedmieście w Lublinie
Krakowskie Przedmieście – jedna z głównych ulic Lublina, częściowo zamknięta dla ruchu kołowego i przekształcona w strefę pieszą (na odcinku od placu Władysława Łokietka do skrzyżowania z ul. 3 Maja i Kołłątaja).
Przez długi czas najważniejszy trakt komunikacyjny miasta, część drogi biegnącej z Krakowa przez Lublin na wschód. Pełni istotną funkcję handlowo-usługową – wzdłuż niej mieszczą się siedziby najważniejszych urzędów i instytucji miasta.

## Lokalizacja
Ulicę Krakowskie Przedmieście otwiera plac Władysława Łokietka, przy którym usytuowana jest Brama Krakowska (otwierająca drogę do Starego Miasta) i budynek Nowego Ratusza. Fragment biegnący do placu Litewskiego prawie w całości kształtował się w pierwszej połowie XIX wieku. Jego cechą charakterystyczną jest niewielka szerokość traktu i zwarta zabudowa obu pierzei ulicy. Ta część pod koniec XX wieku została zamknięta dla ruchu kołowego i przebudowana na deptak.
Kolejny, młodszy fragment Krakowskiego Przedmieścia (kształtowany na przełomie XIX i XX wieku), otwiera duży plac z fontanną i pomnikiem Unii Lubelskiej z jednej strony (plac Litewski) i skwer przy centrum handlowym – z drugiej (przy skrzyżowaniu z ul. Kapucyńską). Dalej trakt jest szerszy i biegnie w kierunku skrzyżowania z ulicą Lipową i Alejami Racławickimi.

## Historia
Jednym z najstarszych budynków przy Krakowskim Przedmieściu jest kościół św. Ducha, zbudowany w XV wieku. W nowszej części ulicę wyróżnia barokowy kościół i klasztor Kapucynów. Plac Władysława Łokietka (wcześniej zwany Królewskim), który otwiera ulicę od północnego wschodu, był skrzyżowaniem dróg biegnących z Krakowa z tymi, które zmierzają na wschód. Przy nim został umiejscowiony w 1828 roku nowy ratusz miejski, przebudowany z kościoła Karmelitów Bosych. Jego dzisiejszy wygląd to wynik odbudowy po zniszczeniach wojennych i prac renowacyjnych z połowy XX wieku. W XIX wieku przy ulicy wzniesiono dwa hotele – Hotel Victoria (zburzony w trakcie II wojny światowej, wznosił się w miejscu obecnego placu przed Galerią Centrum) i Hotel Europejski (Hotel Europa). 
W trakcie II wojny światowej duża część zabudowy Krakowskiego Przedmieścia uległa zniszczeniu, w jej miejscu w latach powojennych zbudowano kilka budynków, których architektura tylko w nieznaczny sposób nawiązuje do architektury przedwojennej. Tak jest m.in. w przypadku gmachu oddziału banku PKO BP u zbiegu Krakowskiego Przedmieścia i ul. Wróblewskiego. O ile ta budowla miała jeszcze pewne cechy zabudowy przedwojennej, o tyle konstrukcja żelbetowa domu towarowego przy ul. Kapucyńskiej nie nawiązywała do stylu sprzed 1939 roku. W wyniku przebudowy tego fragmentu przed centrum handlowym powstał plac. Podobnych skwerów Krakowskiemu Przedmieściu po wojnie przybyło kilka. Jednym z nich jest plac Czechowicza, który powstał w miejscu po kamienicy, w której zginął Józef Czechowicz. Jednym z najbardziej wyróżniających się budynków Krakowskiego Przedmieścia jest gmach Poczty Głównej (vis a vis placu Litewskiego), który kilkukrotnie przechodził gruntowną przebudowę zewnętrznej elewacji.
W 1996 przeprowadzono przebudowę Krakowskiego Przedmieścia. Odcinek od placu Władysława Łokietka do ul. Kapucyńskiej stał się miejskim deptakiem. Funkcja mieszkaniowa ponownie ustąpiła miejsca funkcji handlowej. W 2016 rozpoczęto przebudowę placu Litewskiego, która obejmuje przekształcenie następnego odcinka Krakowskiego Przedmieścia (do skrzyżowania z ul. 3 Maja i Kołłątaja) w strefę pieszą.

## Galeria

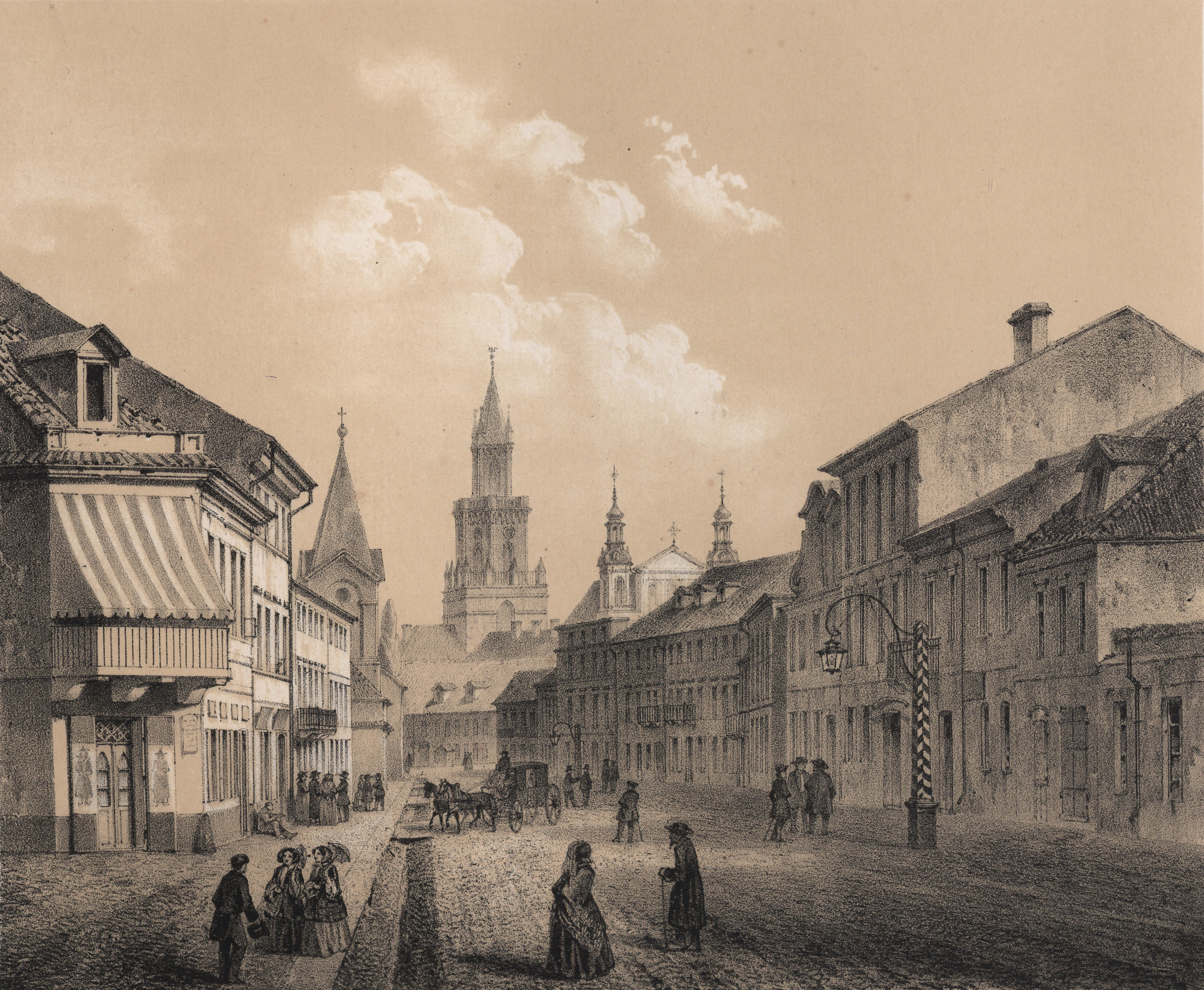
Krakowskie Przedmieście na litografii Adama Lerue (ok. 1858)
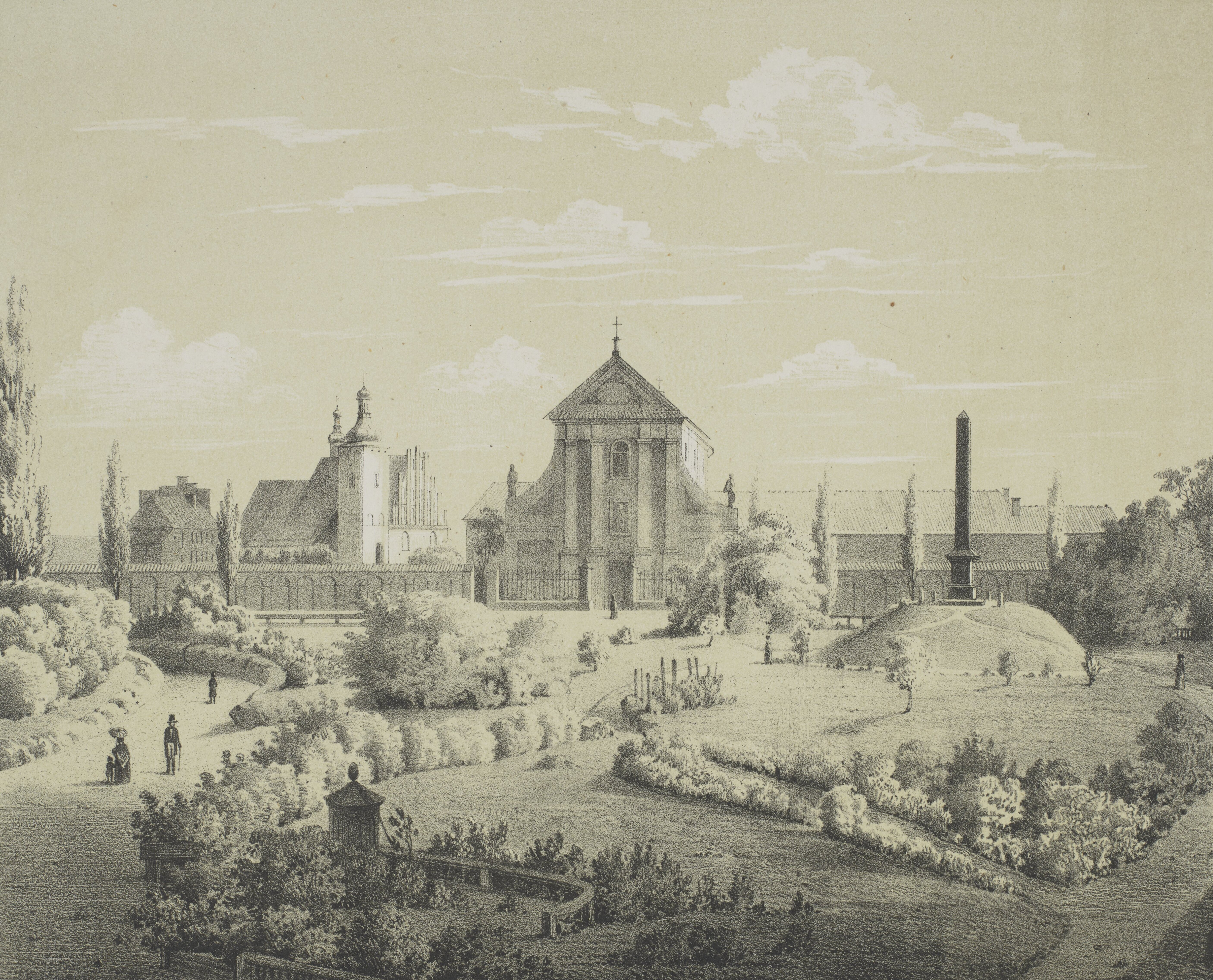
Kościół wizytek, kościół Kapucynów i pomnik Unii Lubelskiej ok. 1860 roku, litografia Adama Lerue
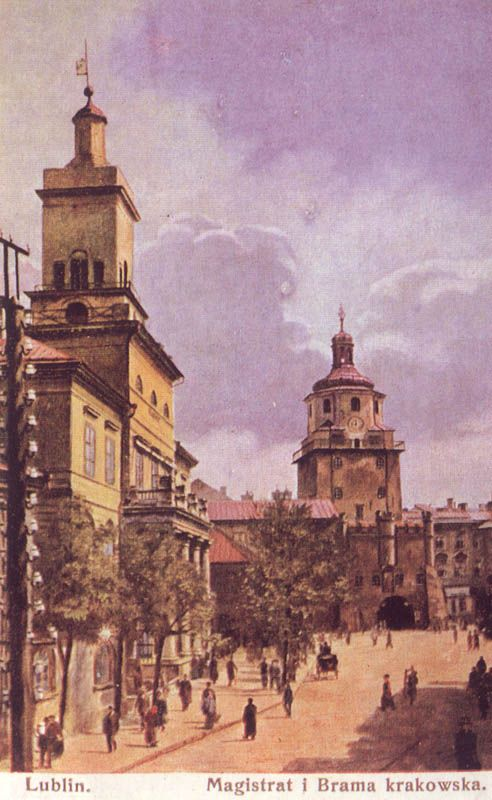
Początek Krakowskiego Przedmieścia. Plac Łokietka (Nowy Ratusz i Brama Krakowska) na widokówce z początku XX wieku
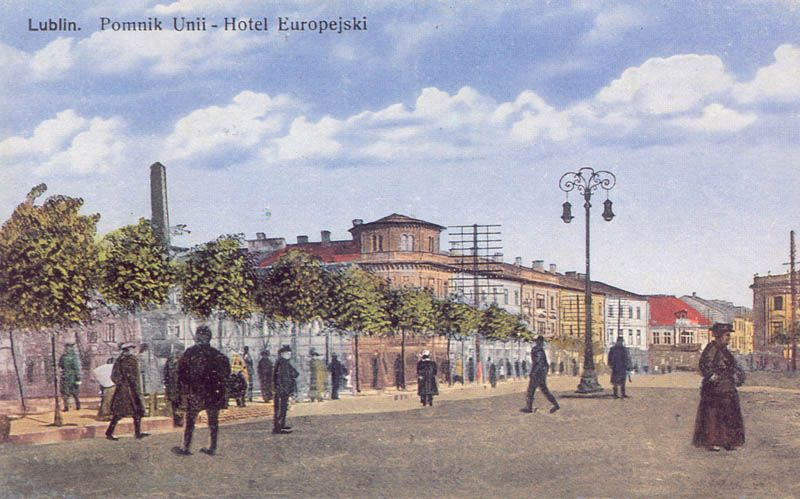
Plac Litewski przy Krakowskim Przedmieściu w roku 1917. W tle hotel Europa
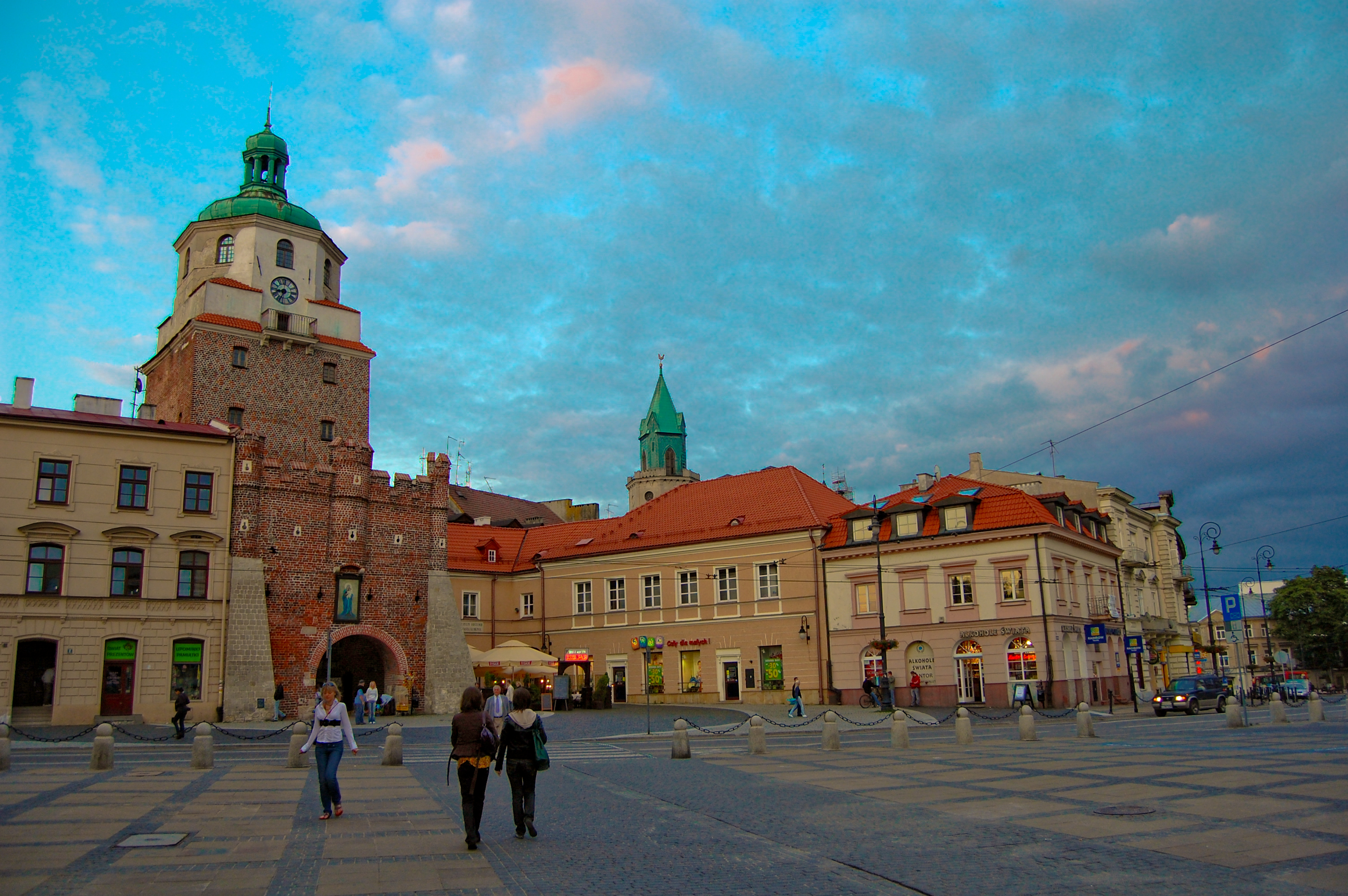
Początek Krakowskiego Przedmieścia – widok na Bramę Krakowską i plac Łokietka
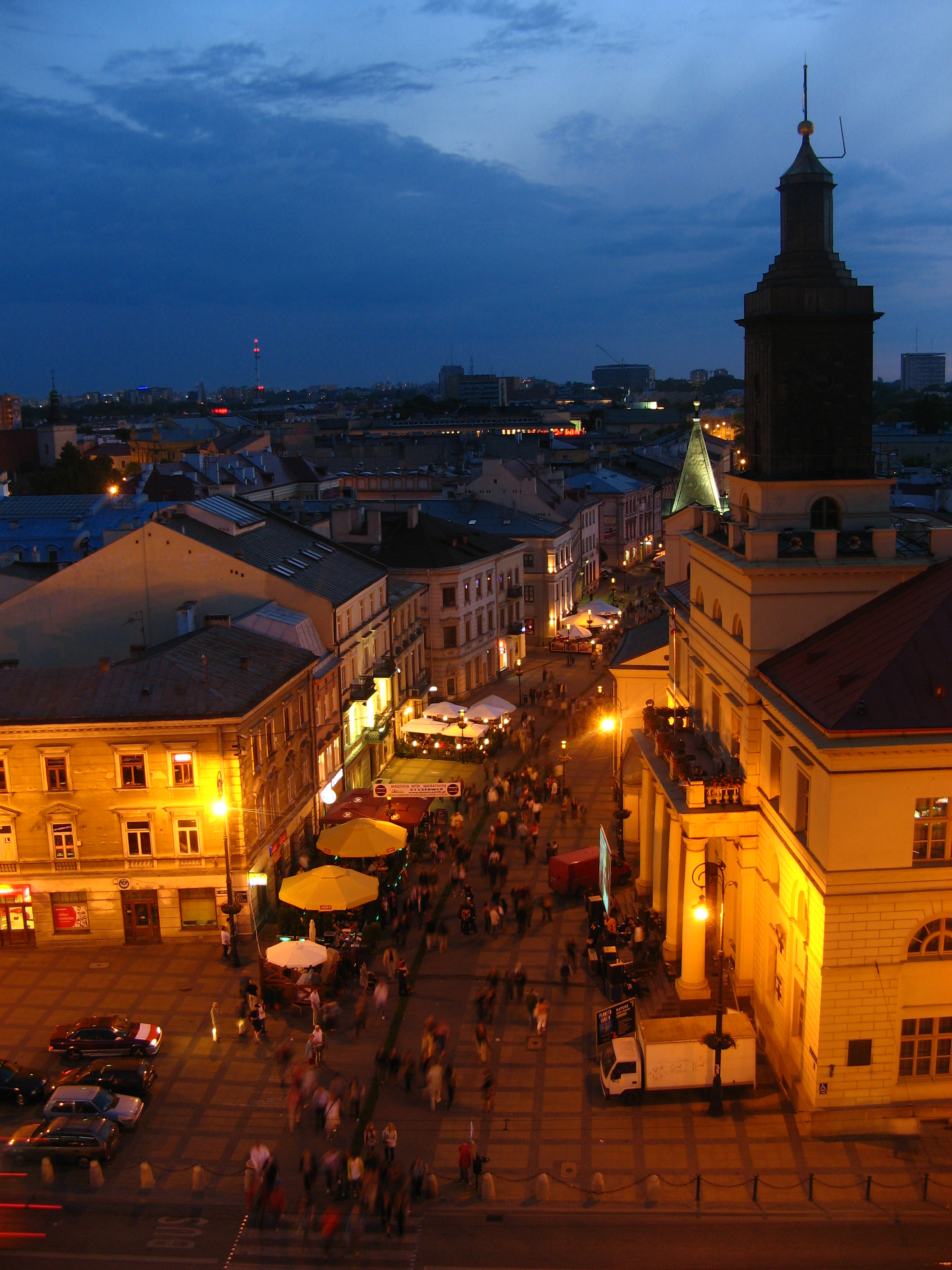
Nowy Ratusz przy placu Łokietka, widok z Bramy Krakowskiej – Noc Kultury 2008
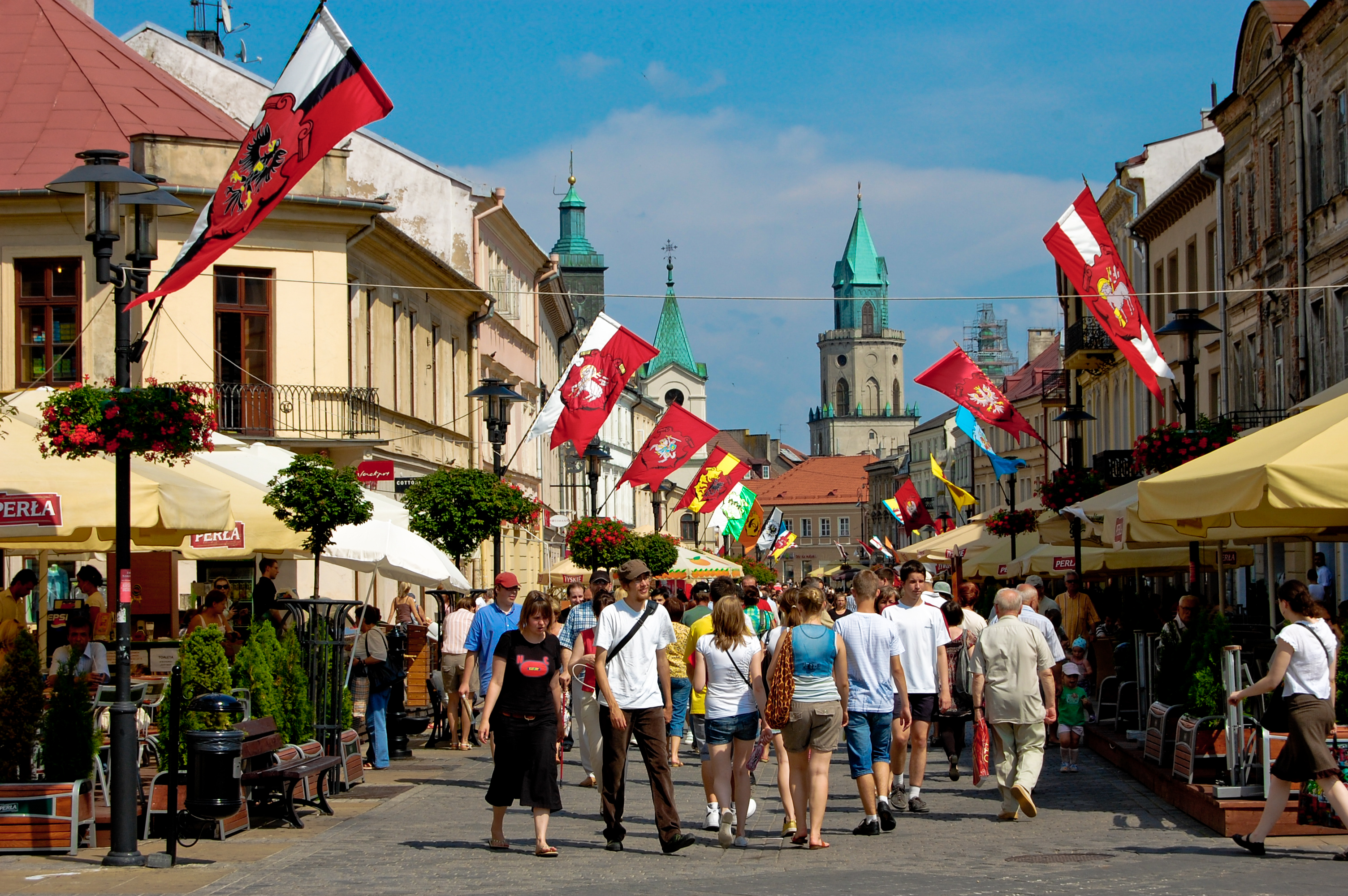
Krakowskie Przedmieście podczas obchodów 440. rocznicy unii lubelskiej
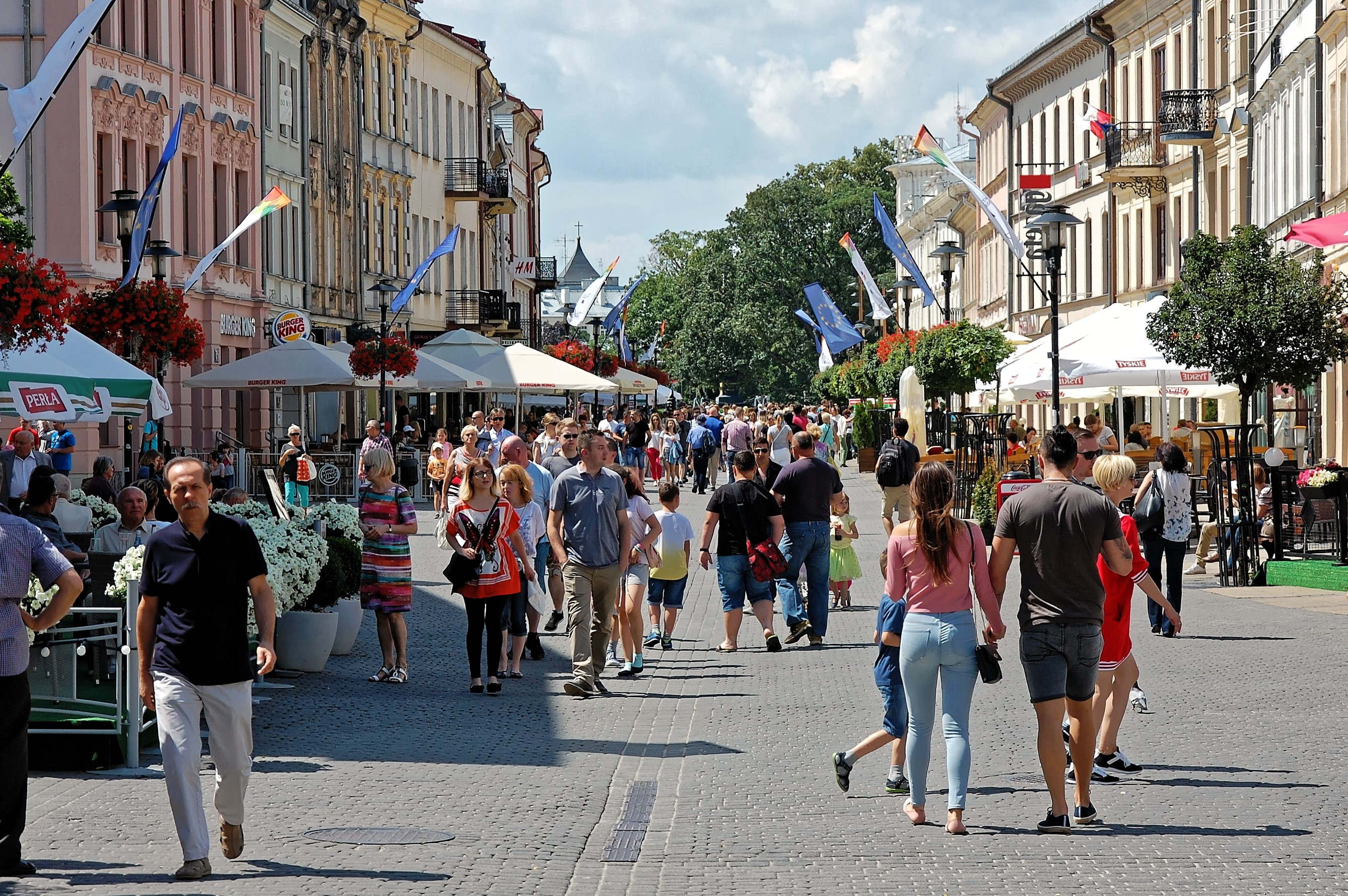
Widok w stronę placu Litewskiego
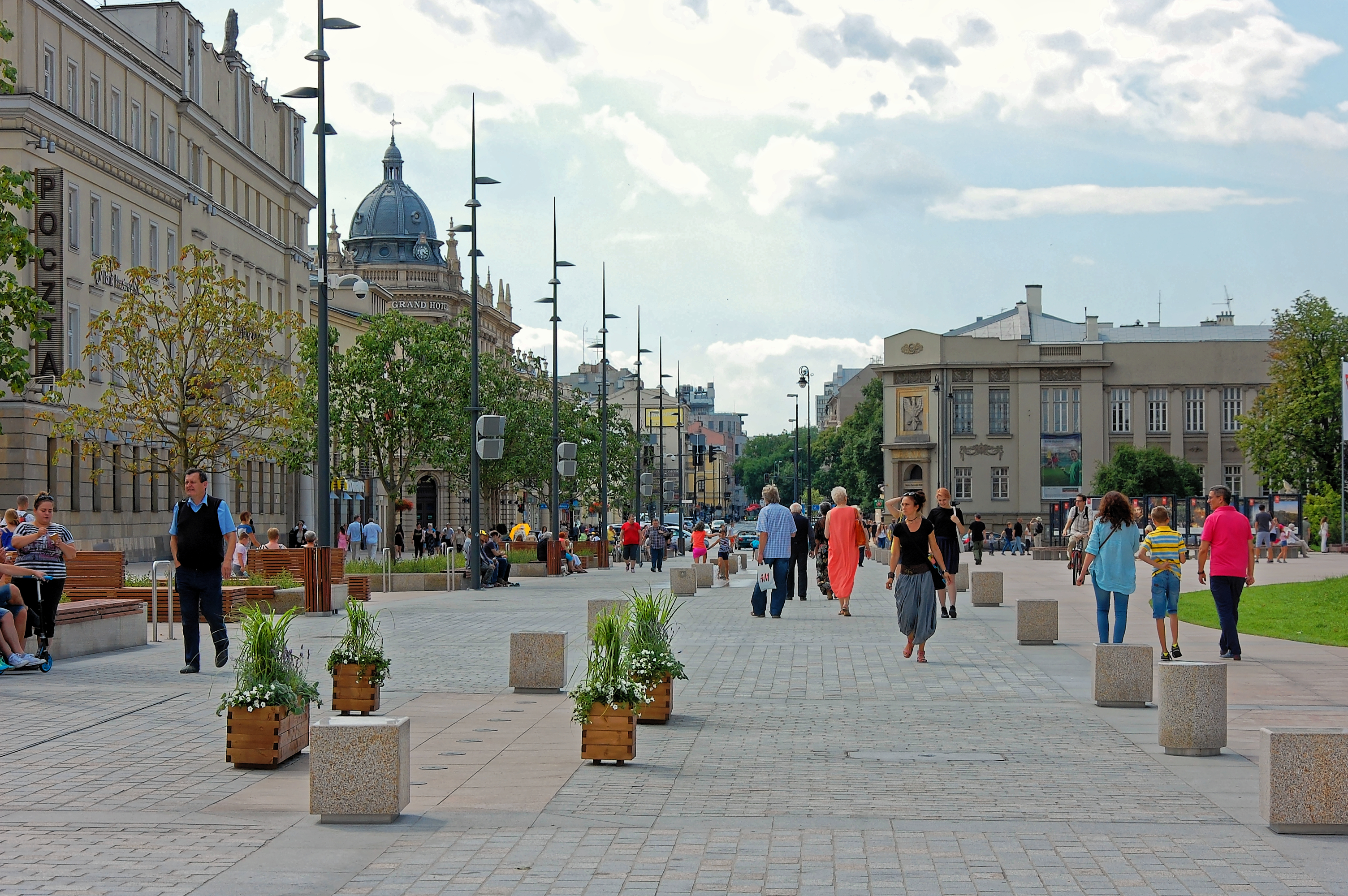
Plac Litewski